# 천예원
오다온 (본명: 천예원, 1985년 9월 25일 ~ )은 대한민국의 희극 배우이자 탤런트이다.

## 학력
- 동아방송대학 연극영화

## 출연작

### 방송
- 《개그야》 (MBC)

### 드라마
- 《살맛납니다》 (MBC)
- 《남자를 믿었네》 (MBC)
- 《애정만만세》 (MBC) - 간호사 역
- 《천 번의 입맞춤》 (MBC)
- 《여제》 (E채널)
- 《넝쿨째 굴러온 당신》 (KBS2) - 의류매장 직원 역
- 《아름다운 그대에게》 (SBS) - 리포터 역
- 《인수대비》 (JTBC)
- 《당신의 여자》 (SBS)
- 《미친 사랑》 (tvN)
- 《사건번호 113》 (SBS) - 캐디 역
- 《스캔들: 매우 충격적이고 부도덕한 사건》 (MBC)
- 《오로라 공주》 (MBC)
- 《부부클리닉 사랑과 전쟁》 (KBS)
- 《그녀의 신화》 (JTBC) - 기자 역
- 《별에서 온 그대》 (SBS) - 레스토랑에서 프로포즈 받는 여자 역
- 《신의 선물 - 14일》 (SBS)
- 《운명처럼 널 사랑해》 (MBC) - 간호사 역
- 《전설의 마녀》 (MBC) - 은행원 역
- 《킬미힐미》 (MBC) - 응급실 간호사 역
- 《여왕의 꽃》 (MBC)
- 《페이지터너》 (KBS)
- 《W》 (MBC)
- 《굿 와이프》 (tvN)
- 《쇼핑왕 루이》 (MBC)
- 《자체발광 오피스》 (MBC)
- 《맨홀 - 이상한 나라의 필》 (KBS)
- 《20세기 소년소녀》 (MBC) - 산부인과 의사 역
- 《부암동 복수자들》 (tvN)
- 《내일도 맑음》 (KBS)
- 《당신의 하우스헬퍼》 (KBS2)
- 《호텔 델루나》 (tvN)